# فرانك كرامر (فنان)
فرانك كرامر (بالإنجليزية: Frank Kramer)‏ هو فنان أمريكي، ولد في 1909، وتوفي في 1993.